# Borengit
Borengit är en sällsynt förekommande bergart som huvudsakligen består av kalifältspat och fluorit. Den är brun till färgen och är av de mest kaliumrika bergarterna som är kända.
Borengit har sitt namn efter Båräng på nordvästra Alnön och namngavs av Harry von Eckermann i skriften Borengite. A New Ultra-potassic Rock from Alnö Island 1960. Den upptäcktes i en bara några decimeter bred, och två-tre meter hög gång i en vägskärning.